# Grec àtic

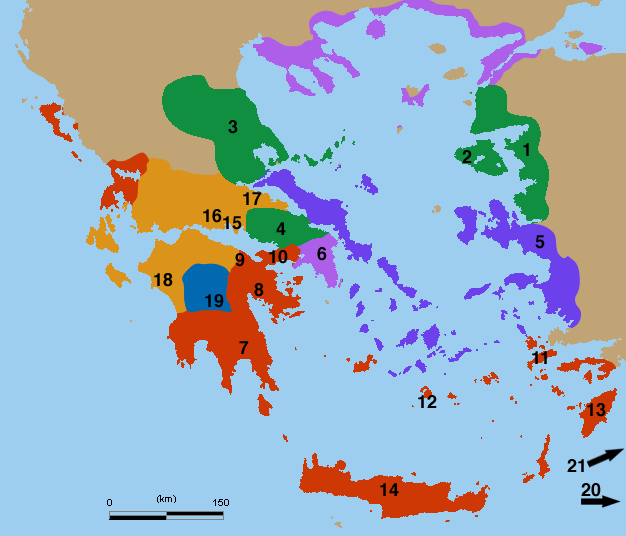
Dialectes del grec antic
En violat clar, domini del grec àtic.
En violat fosc, el del jònic, estretament relacionat

Les colònies gregues antigues i els seus dialectes a la Magna Graecia.
Grec del NO
Acadi
Dòric
Jònic

El grec àtic era el dialecte de prestigi del grec antic. Es parlava a l'Àtica, Atenes inclosa. Dels dialectes de l'època, és el més similar al grec posterior, i és l'estàndard considerat quan s'estudia "grec antic".

## Origen i domini
El grec és una branca independent de la classificació de les llengües indoeuropees, una família que inclou el català. En temps històrics ja existia en diversos dialectes, un dels quals n'era l'àtic.
Els testimonis escrits en grec més antics daten dels segles XVI al XI aC, usant un sistema d'escriptura arcaic que pertanyia als grecs micènics, el lineal B. Se suposa que durant o abans l'època micènica el grec va diferenciar-se en occidental i oriental, del qual el micènic representa una forma primerenca, i a una branca important del qual també pertany l'atic.
A causa del lapse que hi ha en l'escriptura entre la desaparició del lineal B cap al 1200 aC i les inscripcios més antigues en alfabet grec al voltant del 750 aC, l'evolució dels dialectes resulta confusa. La literatura grega més tardana parlava de tres divisions principals: eòlic, dòric i jònic. L'àtic formava part del grup dialectal jònic. "Vell àtic" s'usa per a denominar el dialecte de Tucídides (460-400 aC) i els dramaturgs de l'Atenes del segle v aC i "nou àtic" s'usa per al dialecte dels escriptors posteriors.
El grec àtic va persistir fins al segle iv aC, quan va ser reemplaçat pel seu -similar però més universal- descendent, el grec koiné o "dialecte comú" (ή κοινή διάλεκτος.) El dominació cultural de l'imperi atenenc i la posterior adopció del grec àtic pel rei Filip II de Macedònia (382-336 aC), pare d'Alexandre el Gran, van ser els dos punts clau que van assegurar la victòria final de l'àtic sobre els altres dialectes del grec, i la posterior extensió del koiné per tot l'imperi hel·lènic d'Alexandre.
En el seu moment, el domini original de l'àtic parlat incloïa l'Àtica, Eubea algunes de les illes Cíclades centrals, i àrees de Tràcia costaneres al nord de l'Egeu (la península Calcídica). El dialecte jònic, estretament relacionat, es parlava a les costes occidental i nord-occidental de l'Àsia Menor, a l'est de l'Egeu. Posteriorment l'àtic literari (i els texts clàssics que hi estaven escrits) va acabar sent extensament estudiat molt lluny de la seva àrea d'origen, primer a les civilitzacions clàssiques de la Mediterrània (antiga Roma i el món hel·lenístic) i més tard al món musulmà, Europa i allà on la civilització europea s'hi va estendre.

## Literatura
La literatura grega més antiga de la qual es té constància (atribuïda a Homer i datada al segle VII o VIII aC) no es va escriure en dialecte àtic, sinó en vell jònic. Atenes i el seu dialecte van romandre en un relatiu segon pla fins que els seus canvis constitucionals van portar-la a la democràcia el 594 aC, l'inici del període clàssic i el creixement de la influència atenenca.
Els primers treballs literaris extensos en àtic són les obres dels dramaturgs Èsquil, Sòfocles, Eurípides, Aristòfanes i Menandre d'Atenes, del segle v aC. Els treballs del filòsof atenenc Plató també daten d'aquest segle destacable. Les fetes militars dels atenencs van produir algunes històries universalment llegides com les de Tucídides i Xenofont.
Lleugerament conegudes per ser més tècniques i legals són les oracions d'Antifont, Demòstenes, Lísies, Isòcrates d'Atenes i molts altres. El grec àtic del filòsof Aristòtil (384-322 aC), el mentor del qual era Plató, data del període de transició del grec clàssic al koiné.
Avui dia els estudiants que fan grec antic mormalment comencen amb el dialecte àtic i passant després, segons els seus interessos, al koiné del Nou Testament i altres escrits del cristianisme primitiu, o al grec homèric per a llegir Homer i altres obres mestres del grec antic.

## Alfabet

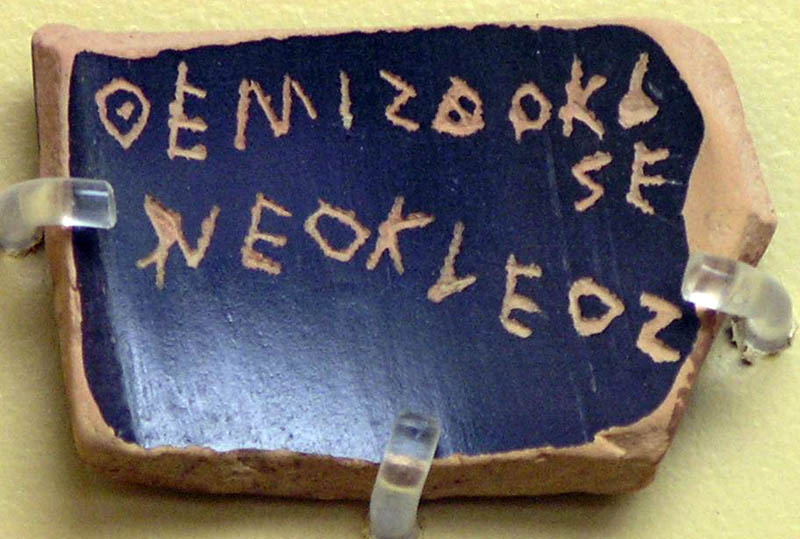
Un òstracon de la democràcia atenenca per "Temístocles fill de Neocles". Les dues lletres finals de TEMISTOCLES està en bustròfedon i la s'usa tant per a /e/ llarga com curta, és a dir, usa l'alfabet epicòric.

L'alfabet àtic clàssic estava format de les 24 lletres (majúscules) habituals de l'alfabet grec: Α, Ε, Η, Ι, Ο, Υ, Ω com a vocals i Β, Γ, Δ, Ζ, Θ, Κ, Λ, Μ, Ν, Ξ, Π, Ρ, Σ, Τ, Φ, Χ, Ψ com a consonants.
Les primeres formes de grec escrit no usaven l'alfabet grec tal com es va conèixer més tard sinó el sil·labari conegut com a lineal B, en el qual cada signe representava una consonant i una vocal unides.
Es desconeix quan es va començar a usar per primer cop l'alfabet clàssic grec. Se sap que com a mínim el segle viii aC ja s'usava de manera habitual, i per llavors ja s'havia dividit en una versió oriental i una occidental, de les quals respectivament provenen l'alfabet grec posterior i els alfabets etrusc i llatí. El que avui s'anomena alfabet grec va ser originalment l'alfabet fenici que es va manllevar per a lletrejar paraules gregues, usant algunes de les consonants semítiques originals (àlef > alfa, het > eta, 'ayin > òmicron) per a representar vocals gregues. Aquesta creació d'autèntiques vocals escrites va ser la contribució més revolucionària dels grecs al desenvolupament de l'alfabet.
A mesura que la utilitat de l'alfabet es va fer evident, es van anar usant varietats locals (a cops anomenades epicòriques). Al principi l'alfabet àtic no distingia entre vocals llargues i curtes (ε/η, ο/ω). No tenia la Ψ ni la Ξ, usant ΦΣ i ΧΣ en el seu lloc respectivament. A les minúscules i la iota subscrita (una invenció medieval els faltava molt de temps per a aparèixer. La digamma (que ja no s'usava en el període clàssic) servia per a representar el so /w/.
Mentrestant, a l'altra banda de l'Egeu, a la Jònia, sorgia una nova versió jònica de l'alfabet àtic. Distingia entre o llarga i curta, i va deixar d'usar l'eta per a marcar l'esperit aspre (el so /h/, usant-la per a crear el signe de l'e llarga, quedant l' èpsilon només per a la curta. La digamma es va deixar d'usar i van aparèixer la Ψ i la Ξ, portant l'alfabet àtic a la seva forma clàssica de 24 lletres.
Per quan va arribar l'any 403 aC, la ciutat estat d'Atenes ja havia percebut la necessitat d'estandarditzar l'alfabet, de manera que aquell mateix any va adoptar l'alfabet jònic. Moltes altres ciutats ja ho havien fet.
Quan els ciutadans ordinaris de la Grècia antiga llegien inscripcions -o els educats literatura-, el que veien eren les lletres majúscules de l'alfabet jònic. Per quan van aparèixer (a l'Edat mitjana) les lletres minúscules, les iotes subscriptes, els accents, les marques d'esperit suau i aspre i els signes de puntuació; ja feia alguns segles que els parlants natius no havien produït escrits en grec àtic. L'antiga literatura àtic tal com es publica avui usa moltes d'aquestes característiques més modernes. Els lectors moderns malinformats poden pensar que el que veuen a la pàgina és el sistema d'escriptura exactament com els antics grec l'usaven a l'antiga grècia, però en realitat és grec antic tal com el van transcriure els escribes romans d'Orient medievals.

## Fonologia
Segueixen alguns dels trets fonològics més característics del dialecte àtic:

### Vocals
- L'àtic-jònic canvia l'ā indoeuropea en ē: mētēr "mare" (cf. llatí māter)
- L'àtic manté la ā darrere de e, i, r: khōrā "país" (cf. jònic khōrē). El que semblen excepcions estan produïdes per canvis intermedis: korē "noia", de *korwā, passant per *korwē
- El grec oriental canvia l'a curta indoeuropea en e curta: Artemis (cf. Artamis)
- L'àtic-jònic intercanvia i i u per a assimilar-les a una i o u en una síl·laba posterior: biblion (cf. bublion) "llibre"
- Als casos en què una ě o ǒ originals van esdevenir ē o ō, l'àtic té diftongs espuris: eimi (cf. ēmi) "sóc"; aquí la e s'ha allargat per a compensar la pèrdua de la s de *esmi
- L'antiga υ es pronunciava originalment com ū i en altres dialectes es va substituir per ου, però en àtic va evolucionar cap a un so semblant a la u del frencès o la ü de l'alemany: kurios (cf. beocià kourios) "senyor"
- En els diftongs originals, āi, ēi, ōi, la i va deixar de pronunciar-se. La iota subscrita medieval va reflectir-ho
- En àtic ă o ā seguida d'ĕ o ē es contreu a ā, i seguida d'ô o ō es contreu en ō: nikā-ein > nikān "conquerir", *Poseidāwōn > *Poseidāōn > Poseidōn "Posidó"
- Al contrari que en el punt anterior, quan és una ĕ seguida d'una ā, remanen sense contreure (Timěās, nom personal); seguida d'una altra ĕ esdevenen el diftong espuri ei: *treies > *trees > treis "tres"; i seguida d'una ŏ, el diftong espuri ou: *geněsǒs > *geněǒs > genous "de la gens"
- En àtic una ē seguida de vocal breu pot esdevenir ĕ seguida de vocal llarga (metàtesi quantitativa): něōs "del vaixell" (cf. èpic nēos), basilěōs "del rei" (cf. jònic basilēǒs)
- A cops es crea un fonema a partir de dos, eliminant-ne un d'ell (hipàresi): bǒēthŏs "ajut" (cf. èpic bǒēthŏǒs)
- Els diftongs llargs s'escurcen davant d'/s/. Passa normalment al datiu plural de la tercera declinació: basilēw- + si(n) > basilěusi(n), cf. jònic basilēusi(n)

### Consonants
- L'àtic té ττ on el jònic té  σσ. Carl Darling Buck ho explica a partir de *ky- o *chy- transformant-se en tt i després passant a ss en jònic, per exemple *glochya > glotta/glossa "llengua". A aquest cas hi afegeix *ty i *tw, com seria el cas de tettares/tessares "quatre" (cf. llatí quattuor). El cas de thalatta/thalassa "mar" no sembla tan clar i hom pensa que podria ser un manlleu. L'àtic també usava thalassa (va acabar sent l'estàndard en koiné) a cops.
- L'àtic-jònic usa una n inserida al final d'una paraula acabada en vocal per a evitar sota determinades circumstàncies que xoqui amb la vocal d'inici d'una paraula següent, com ara en el datiu o l'acabament -σι de la tercera persona del plural o el -ε de la tercera persona del singular o en esti "és". Per exemple: pasi legousi "parlen amb tothom", però pasin elegon "parlaven amb tohom".
- L'àtic va perdre la digamma abans dels temps històrics: kalos "bo" (cf. beocià kalwos).
- Molts dialectes, l'àtic inclòs, van canviar de t a s abans d'i o u: Eutresis (cf. beocià Eutretis), àtic-jònic su "tu" (cf. dòric tu).
- L'àtic és un dels dialectes que C. D. Buck anomena "amb h" (l'esperit aspre, provinent d'una s o i inicials perdudes). Els "dialectes amb h" van retenir-ho, però els altres el van acabar perdent: *sistamen > àtic histamen "hi som" (cf. cretenc istamen)

## Morfologia
Entesa com a la "formació dels mots":
- L'àtic tendeix a substituir el sufix -ter "qui fa alguna cosa" per -tes: dikastes/dikaster "jutge".
- L'acabament adjectival -eios i la seva contrapartida nominal tenen dues síl·labes (ei fa diftong) en comptes de les tres del -ēios d'altres dialectes: politewia > politeia per "caiguda" de la w "constitució" (cf. cretenc politēia).

## Gramàtica
L'àtic comparteix gran part de la gramàtica del grec antic fins al punt que quan aquesta és presentada, hom ho fa amb les peculiaritats d'aquella. Les següents són algunes d'aquestes peculiaritats:

### Declinació
Quant a la declinació, es forma afegint com a sufixes els acabaments de cas a una part comuna a (que pot ser o no una arrel.)
- En la declinació en alfa (femenins de la primera declinació), la part comuna acaba en una -a llarga, paral·lela a la primera declinació del llatí. En l'àtic-jònic la vocal de la part comuna va canviar a eta llarga en el singular excepte darrere d'e, i o r: gnome, gnomes, gnome(i), gnomen, etc., "opinió" (cf. thea, theas, thea(i), thean, etc., "deessa".) El plural seria igual en ambdós casos: gnomai, theai. En el nominatiu plural, l'acabament -as original es va contreure a -ai, que no va patir el canvi a eta. En els pocs masculins amb la part comuna en alfa, el genitiu singular segueix el model de la declinació en òmicron: stratiotes, stratiotou, stratiote, etc.
- En la declinació en òmicron, o segona declinació (principalment molts masculins, però també alguns de femenins), la part comuna acaba en o o e (l'arrel més la vocal temàtica, una vocal relacionada amb l'ablaut indoeuropea) i seria equivalent a la segona declinació llatina. L'alternança entre l'acabament -os del grec i -ús del llatí al nominatiu singular és familiar als qui estudien una i altra llegües.
- En l'àtic, un acabament original del genitiu singular, *-osyo, en perdre la s (com passa a tots els dialectes) fa que la part comuna o s'allargui formant el difton espuri ou: logos "paraula", gen. *logosyo > logou "de la paraula".
- El datiu plural de l'àtic-jònic es feia en -oisi, que apareix a l'àtic més antic però que més tard se simplifica a -ois: anthropois "als homes".